# 新川空
新川 空（あらかわ そら）は、日本のAV女優。沖縄県出身。Bstar所属。

## 略歴
沖縄で幼い頃からダンススクールに通い、大学で教員免許を取得。2025年7月1日発売のデジタルグラビアマガジン『sabra』第4号に水着グラビア掲載。同年7月24日には小学館からデジタル写真集『新川空 そらもよう』発売。小学館『週刊ポスト』2025年8月8日号にヌードグラビア掲載。
AVデビュー作『沖縄の離島で育った家庭科の先生 新川空 あらかわそら AV DEBUT』は同年7月21日週FANZA通販フロアランキングにおいて初登場1位。同週FANZA動画フロアランキングでは同作が初登場6位ランクイン。デビューは台湾・東森娛樂でも報道された。

## 人物
- 趣味は旅行、特技はそろばん（3桁までの暗算）[1]、小学校4年生から習っていたダンス（ヒップホップ、ガールズヒップホップ、ジャズダンス）[6]。初体験からデビューまでの経験人数は3人[6]。高校生の時に交際した初めての彼氏がAV好きだったことから、松葉崩しなどアクロバティックな体位を経験。自身ではAVを見たことがなかったものの、偏見がなくなりデビューにもつながった。
- 2025年には「性的なことは恥ずかしいことではなく、人間の自然な欲として発信したい」と意気込みを述べている[7]。

## 作品

### アダルトビデオ
2025年
- 沖縄の離島で育った家庭科の先生 新川空 あらかわそら AV DEBUT（8月21日、SODクリエイト）[6]

### 動画のみ
- 初撮り！AVデビュー前の秘蔵SEX映像 沖縄離島育ちの女の子 新川空（21）（2025年8月19日、SODクリエイト）

## 出演

### ラジオ
- SODの土曜のお昼からごめんなさい（2025年8月2日、渋谷クロスFM）